# 青ナイル川

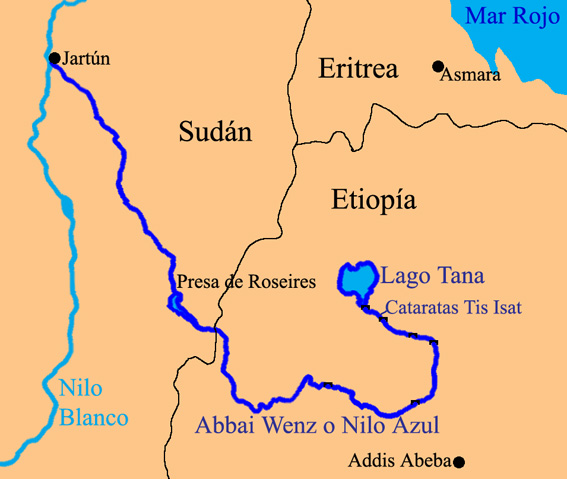
青ナイル川流域の地図

青ナイル川（あおナイルがわ、英語：Blue Nile、アムハラ語：ዓባይ ,ʿAbbay、アラビア語：النيل الأزرق ,an-Nīl al-Āzraq）は、エチオピアのタナ湖に源に発する川で、白ナイル川とともにナイル川の支川を形成している。
タナ湖に流入する支流はいくつかあるが、青ナイル川の水源はアムハラ州の標高2,744mにあるギシュ・アバイの泉であると考えられている。ここから小アバイ川（Lesser Abay River）が北に流れタナ湖に注いでいる。
青ナイルは、最終的にはスーダンの首都ハルツームで白ナイル川と合流し、その後はナイル川としてエジプトを流れアレキサンドリアで地中海に注ぐ。名称は一年の大半において、水が白ナイル川の（灰色に濁った）水よりも透明に見えることに由来している。
青ナイルが白ナイルと合流するまでの長さは、1,460kmや1,600kmなどと様々な報告例がある。その不正確さは、青ナイル川がエチオピア高原を、グランド・キャニオンにも匹敵する1,500mの深さに削り取り、その渓谷の谷底を流れていることなどが一因とされる。青ナイルの800kmほどはエチオピア国内を流れる。青ナイル川は、タナ湖からエチオピア国内を最初は南へ、次に西へと流れ、そして南スーダンへと北西に向きを変えていく。タナ湖から30kmのところで青ナイル川は長さ400kmほどの峡谷に入るが、この峡谷はエチオピア国内の南北の交通や通信にとってかなりの障害となっている。大エチオピア再生ダム (GERD) がスーダン国境近くに建設され、2017年完成予定が遅れ2020年に完成した。

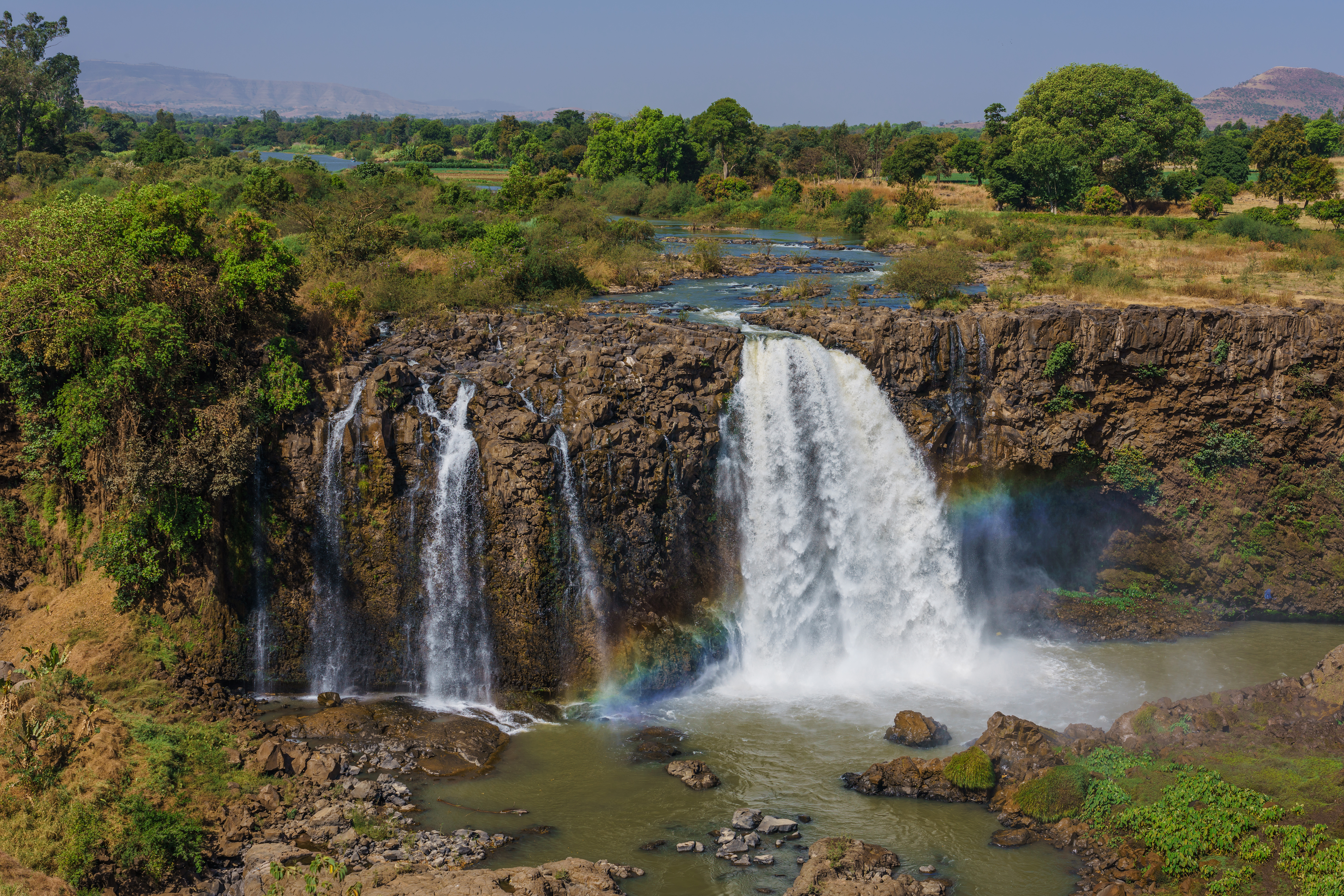
タナ湖から流れ落ちる青ナイル川

流量は6月から9月の雨季に最大量に達し、その時には合流後のナイル川の水の約3分の2を供給する。1970年にアスワン・ハイ・ダムが建設されるまで青ナイルは、同じくエチオピア高原から流れ出し、後に合流する支流であるアトバラ川とともにナイル川の洪水を引き起こす原因であり、またそれが古代エジプトの繁栄の元となった。
青ナイル川は、エジプトの暮らしに不可欠である。長さこそ白ナイル川より短いが、エジプトに流れ着く水の56%は青ナイル川に由来するもので、同じくエチオピア高原に源を発するアトバラ川との合流時には、両者を合わせた水量の割合は90%にまで達する。また、流されてきた堆積物の割合は96%にも及ぶ。スーダンにおいても青ナイル川は重要な資源であり、スーダン国内の電力の80%はロセイレスダムとセンナ―ルダムの2つのダムで賄われている。これによって、高品質な綿花のほか小麦や飼料作物の産地であるゲジラ平原の灌漑などが行われている。
ヨーロッパ人で初めて青ナイル川をタナ湖からナイルデルタまで探検したのは、スコットランド人の探検家ジェームズ・ブルースで、1770年代のことである。その後2004年4月28日には、地質学者Pasquale Scaturroと、そのパートナーでカヤック選手・ドキュメンタリー映画監督のゴードン・ブラウンも、ブルース以来初めて青ナイルをタナ湖から河口まで旅行し、その行程を撮影している。